# بابی رابسون
سر روبرت ویلیام رابسون CBE (انگلیسی: Robert William Robson؛ ۱۸ فوریه ۱۹۳۳ – ۳۰ ژوئیه ۲۰۰۹) بازیکن فوتبال و سرمربی فوتبال انگلستانی بود. دوران حرفه‌ای او شامل دوره‌های بازی در تیم ملی فوتبال انگلستان و بعداً مدیریت آن و مربیگری جام یوفا در ایپسویچ تاون بود. او بیش از ۶۰۰ بازی حرفه‌ای که داشت بیش از ۱۰۰ گل به ثمر رساند. وی در تیم ملی فوتبال انگلستان بیست بازی و چهار گل ملی دارد.
وی مربیگری را از تیمهای فولهام و ایپسویتچ تاون انگلستان شروع کرد. بعد از آن وی مربیگری تیم ملی فوتبال انگلیس را به مدت هشت سال (از ۱۹۸۲ تا ۱۹۹۰) به عهده گرفت. با سرمربیگری او انگلستان توانست تا مرحله نیمه نهایی جام جهانی در سال ۱۹۹۰ بالا رود. بعد از این جام وی تیم فوتبال انگلیس را برای مربیگری در تیمهای اروپایی ترک گفت. پس از تیم ملی انگلیس بابی در تیم‌های هلندی، پرتغالی و اسپانیایی مربیگری کرد. بابی در سال ۱۹۹۹ با پذیرفتن مربیگری تیم نیوکاسل یونایتد به فوتبال جزیره بازگشت. رابسون در سال ۱۹۹۱ به سرطان مبتلا شد. در سال ۲۰۰۷ سرطانش به اوج رسید و سرانجام در سال ۲۰۰۹ درگذشت.

## زندگی
رابسون در ۱۸ فوریه سال ۱۹۳۳ در روستای ساکریستون، دورهام انگلیس به دنیا آمد.
او چهارمین پسر از پنج پسر خانواده بود. وقتی پسر بچه کوچکی بود به همراه پدرش به استادیوم جیمز پارک می‌رفت تا بازی‌های تیم نیوکاسل یونایتد را تماشا کند.
وقتی تنها ۱۵ سال داشت، در تیم محلی پسران هجده سال بازی می‌کرد. وی با اینکه شاگرد الکتریکی شده بود باز هم به فوتبال ادامه می‌داد. در سال ۱۹۵۰ میلادی بیل دودگین سرمربی تیم فولهام به خانه رابسون آمد و به وی پیشنهاد قرارداد برای بازی در تیم فولهام را داد. رابسون قرارداد را امضا کرد و به لندن نقل مکان کرد.

## دوران بازی

### فوتبال باشگاهی
رابسون فوتبال حرفه‌ای خود را با فولهام در سال ۱۹۵۰ شروع کرد. او شش سال در این باشگاه بازی کرد بعد از آن به باشگاه وست برومویچ رفت و در آن باشگاه نیز شش سال بازی کرد. او برای باشگاه وست برومویچ نزدیک به ۲۵۰ بازی انجام داد و ۵۰ گل به ثمر رسانید. وی برای تمدید قرارداد درخواست دستمزد بالاتر کرد ولی وست برومویچ تقاضایش را رد کرد و او به باشگاه فولهام بازگشت. فولهام برای بازگشت رابسون برخی از بازیکنان مهم خود را برای اینکه مربی باشگاه فکر می‌کرد بدون رابسون هیچ جامی را بدست نخواهد آورد، فروخت. وی در سال ۱۹۶۷ فولهام را ترک کرد و به تیم ونکوور رویالز کانادا پیوست و در آنجا به عنوان بازیکن مربی کار کرد. با این حال او مربیگری را با تیم‌های دیگری آغاز کرد. رابسون فوتبال کانادا را دوست نداشت و در سال ۱۹۶۸ به انگلستان بازگشت. وی مربیگری حرفه‌ای را با تیم فولهام شروع کرد.

### فوتبال ملی
رابسون وقتی در وست برومویچ بازی می‌کرد به تیم ملی انگلستان دعوت شد. وی برای انگلستان در جام جهانی فوتبال ۱۹۵۸ بازی کرد و در جام جهانی فوتبال ۱۹۶۲ جزو ذخیره‌های این تیم بود. با در نظر گرفتن بازی دوستانه مقابل شیلی که در آن رابسون مصدوم شد، در مجموع وی بیست بار برای تیم ملی انگلیس بازی کرد.

## دوران مربیگری

### اوایل مربیگری باشگاهی

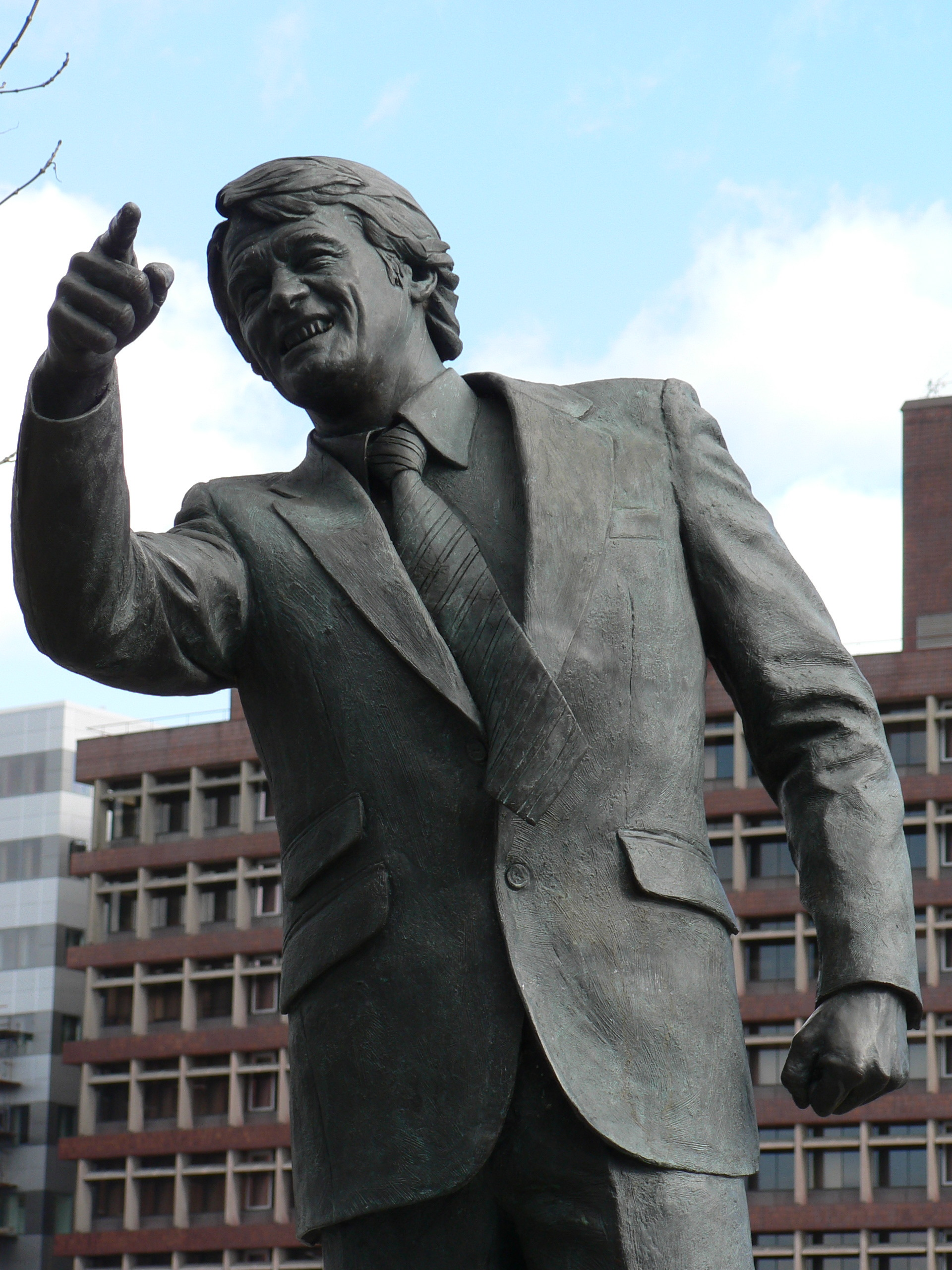
تندیس رابسون در ورزشگاه پورتمن رود

رابسون مربیگری حرفه‌ای خود را با باشگاه فولهام اف سی آغاز کرد. در اولین فصل حضورش به عنوان مربی در این تیم، فولهام به دسته پایین‌تر سقوط کرد و این شکست موجب شد بابی فولهام را ترک کند. در سال ۱۹۶۹ سرمربی ایپسویتچ تاون شد. در طی چهار سال اول حضورش در این تیم جامی را کسب نکرد تا اینکه در سال ۱۹۷۳ توانست جام تکساکو را کسب کند.
بعد از این قهرمانی در طی ۹ فصل بعدی حضورش در این تیم، این تیم رتبه‌ای بهتر از ششم کسب نکرد تا اینکه در فصل ۷۸–۱۹۷۷ توانست با یک گل تیم فوتبال آرسنال را در ورزشگاه ومبلی شکست دهد و قهرمان جام اتحادیه شود. در فصل بعد تیم با مربیگری رابسون قهرمان جام یوفا شد. در آن فصل این تیم توانست تیم هلندی آزآلکمار را در فینال در دو بازی رفت و برگشت، در مجموع با نتیجه ۵ به ۴ شکست دهد و قهرمان شود. رابسون در سال ۱۹۸۲ این تیم را ترک کرد و مربی تیم ملی انگلستان شد.

### تیم ملی انگلیس

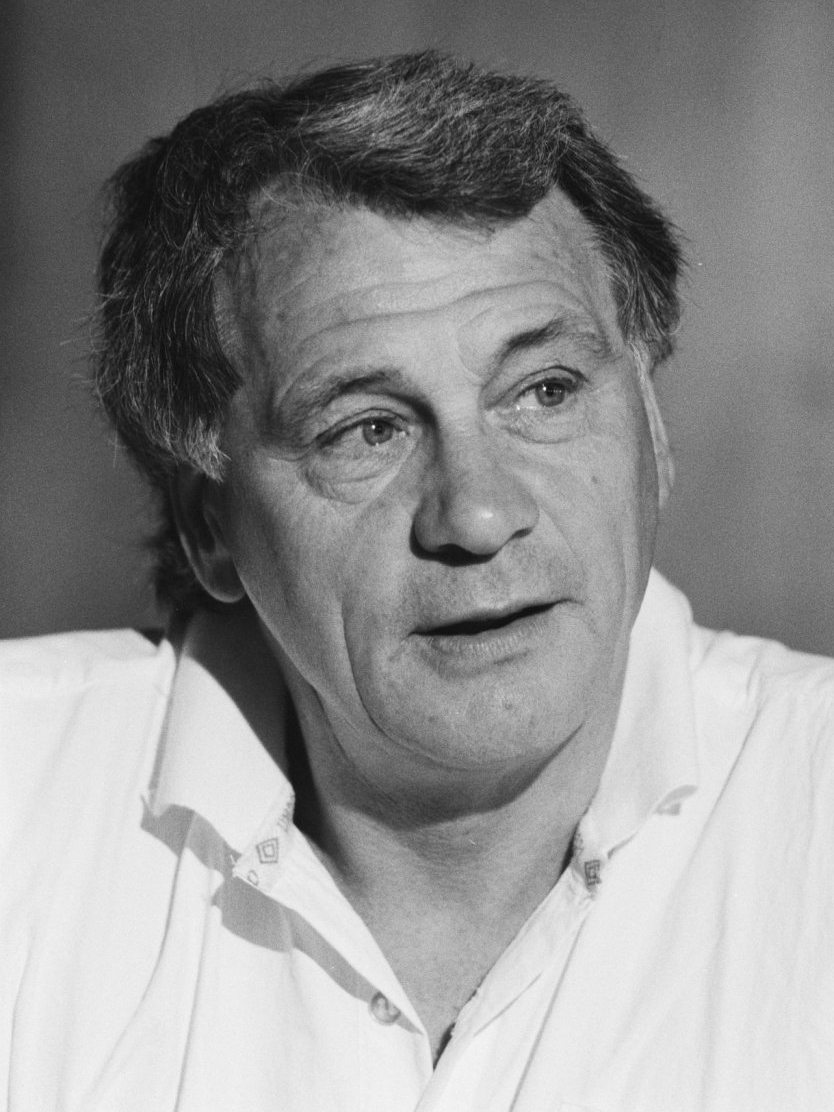
رابسون در سال ۱۹۸۸

رابسون برای تیم ملی انگلستان ۹۵ بار روی نیمکت نشست که توانست چهل و پنج بار به پیروزی برسد. در جام جهانی فوتبال ۱۹۸۶ در مکزیک تیم انگلستان را تا مرحله یک‌چهارم پایانی پیش برد تا اینکه در مقابل تیم ملی فوتبال آرژانتین در آن بازی جنجالی که دیگو مارادونا گل اول را با دست به ثمر رساند با نتیجه دو بر یک مغلوب آرژانتین شد. چهار سال بعد در جام جهانی فوتبال ۱۹۹۰ آنها در گروهی با هلند و جمهوری ایرلند و مصر قرار گرفتند و صدر گروه مقدماتی را به خود اختصاص دادند. رابسون انگلستان را با پیروزی بر بلژیک و کامرون در وقتهای اضافه به مرحله نیمه نهایی رساند و در ضربات پنالتی در مقابل تیم ملی فوتبال آلمان شکست خورد و در بازی پلی آف هم مقابل تیم ایتالیا شکست خورد و چهارم شد. بعد از این جام قرارداد رابسون توسط فدراسیون فوتبال انگلیس تمدید نشد و او این تیم را ترک کرد.

### مربیگری باشگاهی در تیمهای اروپایی
رابسون در سال ۱۹۹۰ به تیم پی‌اس‌وی آیندهوون هلند پیوست و در دو فصل حضورش دو بار قهرمان لیگ این کشور شد، اما نتوانست قهرمانی در جامهای اروپایی بدست آورد و اخراج شد. رابسون در ژوئیه ۱۹۹۲ میلادی به تیم پرتغالی باشگاه اسپورتینگ پرتغال پیوست. در فصل اول حضورش در این تیم، تیم را به مقام سومی لیگ پرتغال رساند و با شکست در جام‌های اروپایی در دسامبر سال ۱۹۹۴ این تیم را ترک کرد.

خیلی سریع بعد از ترک این تیم با پیشنهاد پورتو روبرو شد و با این تیم قرارداد بست. با رهبری او پورتو قهرمان پورتوگز کاپ پرتغال شد و بعد از آن دو بار قهرمان لیگ نیز شد.
در تابستان سال ۱۹۹۶ رابسون سرمربی بارسلونا شد. در مدت کوتاهی که وی مربی این باشگاه بود رونالدو را جذب باشگاه کرد و توانست با این تیم قهرمان جام‌های کوپا دل ری، سوپر جام اسپانیا و جام در جام اروپا شود.
در فصل بعد رابسون با اختیار مدیریت بیشتر برای یک فصل به تیم پی‌اس‌وی آیندهوون بازگشت.

در سال بعد رابسون به انگلستان بازگشت تا در فدراسیون فوتبال این کشور مشغول به کار شود. بعد از بازگشتش به انگلستان رود گولیت مربی تیم نیوکاسل یونایتد این تیم را ترک کرد و رابسون برای سرمربیگری به تیم نیوکاسل آمد. وی تا سال ۲۰۰۴ بدون اینکه موفقیت بزرگی کسب کند، سرمربی باقی‌ماند.

### دستیار ویژه
در ۱۳ ژانویه سال ۲۰۰۶ استیو استانتون، رابسون را به عنوان مشاور در تیم ملی ایرلند انتخاب کرد. رابسون به عنوان مشاور بین‌المللی فوتبال مشغول به کار شد. وی پس از کمتر از یک سال در ۱۷ نوامبر ۲۰۰۷ رابسون به خاطر وضعیت جسمانی‌اش از این سمت کناره‌گیری کرد.

## زندگی غیر فوتبالی

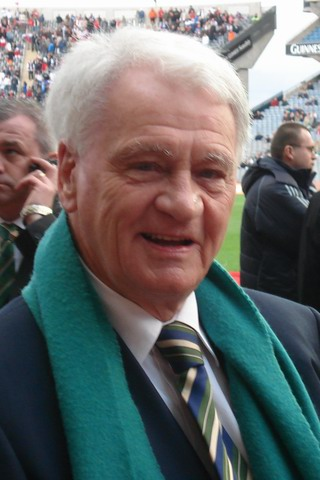
ویلیام رابسون قبل بازی ایرلند با اسلواکی

در سال ۱۹۵۵ وی با دختری به نام الیزا ازدواج کرد که حاصل این ازدواج سه فرزند به نام‌های اندرو، پال و مارک بود.

### سلامتی جسمی
رابسون در سال نود و یک پس از آزمایش‌های فراوان مشخص شد مبتلا به سرطان شده‌است. بیماری رابسون کار وی را تحت تأثیر خود قرار داده بود. به‌طور مثال وقتی که در تیم پورتو بود از ملانومای بدخیم رنج می‌برد. به همین خاطر او ماه‌های اول فصل ۹۶–۱۹۹۵ را از دست داد. رابسون اعمال جراحی زیادی از جمله عمل جراحی‌ای بر روی تومور مغزیش در سال ۲۰۰۶ انجام داد. در هر حال در سال ۲۰۰۷ برای پنجمین بار سرطان در بدنش تشخیص داده شد و در ۳۱ ژوئیه ۲۰۰۹ پس از سرطانی طولانی از دنیا رفت.

### فعالیتهای دیگر
از فعالیت‌های دیگر بابی می‌توان به حضور وی در برخی از تبلیغات تلویزیونی شرکت مشروب‌سازی کارلزبرگ اشاره کرد. وی همچنین در طی برگزاری مسابقات جام جهانی فوتبال ۲۰۰۲ و همچنین مسابقات جام ملت‌های اروپا در سال ۲۰۰۴ برای شبکه تلویزیونی آی‌تی‌وی (ITV) انگلستان مشغول به کار بود.
وی همچنین هر هفته برای هفته‌نامه The Mail on Sunday در ستون ویژه مقاله می‌نوشت.

### بنیادهای خیریه
بابی رابسون پس از اینکه تشخیص داده شد برای پنجمین بار به سرطان مبتلاست، باقی عمر خود را صرف مبارزه با سرطان کرد. در ۲۵ مارس سال ۲۰۰۸ مرکزی تحقیقاتی برای مبارزه با سرطان به نام مرکز سر بابی رابسون را افتتاح کرد. بودجه این مرکز در نوامبر همان سال به یک میلیون پوند افزایش یافت.

## مرگ
بابی رابسون در صبح جمعه ۳۱ ژوئیه ۲۰۰۹ در کنار خانواده و در خانه خود چشم از جهان فروبست. وی در ۷۶ سالگی پس از نبردی طولانی با سرطان در گذشت. پس از مرگش چهره‌های برجسته فوتبال و سیاست در این باره به اظهار نظر پرداختند.سر الکس فرگوسن در این خصوص گفت: «در این ۲۳ سال حضورم در فوتبال انگلیسی هرگز مردی را با خصوصیات بابی ندیده‌ام. او یکی از بزرگ‌ترین و بهترین دوستان من بود. رابسون شخصیت پیچیده‌ای داشت و هر کسی که او را می‌شناخت به خوبی می‌دانست که بابی می‌تواند با ایده‌هایش در هر بازی غیرقابل پیش‌بینی باشد.»
همچنین فابیو کاپلو در اظهار نظری در این مورد گفت:«او مرد فوق‌العاده‌ای بود، یک جنتلمن واقعی و تنها چیزی که کمی آزاردهنده به نظر می‌رسد این است که سرطان بر او غلبه کرد. اما هرگز از خاطره‌ها نمی‌رود. او واقعاً مرد بزرگی بود و همه ما به‌خوبی به یاد داریم که چگونه تیم ملی انگلیس را تا مرحله نیمه‌نهایی جام‌جهانی ۹۰ ایتالیا رهنمون کرد.»
همچنین میشل پلاتینی رئیس یوفا گفت: «او تنها برای این در خاطر نمی‌ماند که یک بازیکن حرفه‌ای یا یک مربی حرفه‌ای بود، بلکه به این خاطر در خاطر می‌ماند که وی واقعاً انسان گرم و پرشوری بود.» همچنین تونی بلر به وی لقب "real Geordie gentleman" داد.
مراسم تشییع جنازه وی مراسمی خصوصی بود و تا پیش از مراسم تشییع جنازه، پیکر وی به درخواست خانواده‌اش در مکانی نامعلوم بود. وی در ۵ اوت ۲۰۰۹ در روستای اِش در کانتی دورهام به خاک سپرده شد.

## افتخارات

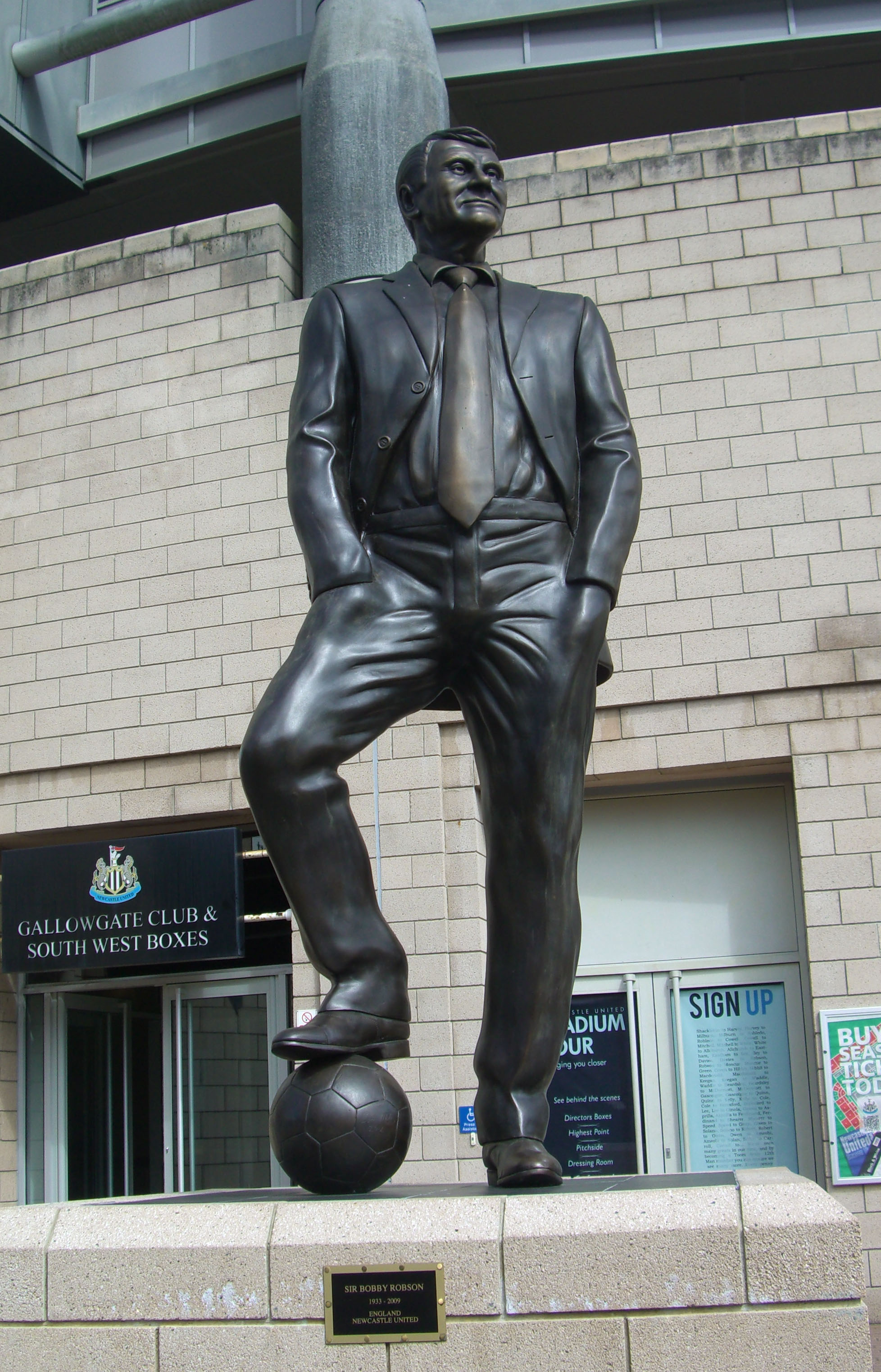
مجسمه رابسون خارج از پارک سنت جیمز در نیوکاسل.

بابی رابسون افتخارات زیادی در فوتبال بدست آورده‌است. در سال ۱۹۹۰ بعد از هشت سال مربیگری در انگلستان نشان CBE (نشان افتخار بریتانیا) را دریافت کرد. در سال ۲۰۰۲ لقب شوالیه را دریافت نمود. هر دو این جایزه‌ها به خاطر خدماتی که به فوتبال کرده بود به وی اعطا گردید. در همین سال جایزه آزادی را که نشانی از شهر نیوکاسل است را دریافت نمود. همچنین وی جایزه رئیس اتحادیه فوتبال اروپا را برای خدماتش به فوتبال دریافت نمود و در سال ۲۰۰۳ جایزه موزه فوتبال انگلیس (English Football Hall of Fame) به وی اعطا شد.
در سال ۲۰۰۵ رابسون به عنوان افتخاری برای نیوکاسل برگزیده شد. رابسون در زندگینامه خود می‌نویسد که آن لحظه لحظه پر افتخاری برای او بوده‌است.
رابسون همچنین در سال ۱۹۹۲ از سوی کانون نویسندگان ورزشی انگلیس به عنوان فرد تأثیرگذار در فوتبال انگلیس برگزیده شد. همچنین در سال ۲۰۰۱ از سوی انجمن پت بسفورد جایزه ویژه دریافت نمود. در سال ۲۰۰۵ نیز عنوان مربی مادام العمر را از سوی مربیان ورزشی بریتانیا دریافت نمود. همچنین به عنوان شخصیت بین‌المللی اریکمن در سال ۲۰۰۶ انتخاب شد، و در ۹ دسامبر ۲۰۰۷ از سوی شبکه بی‌بی‌سی ورزشی جایزه شخص موفق ورزشی در سال ۲۰۰۷ به وی اعطا شد.
وی همچنین پس از مرگش، در سال ۲۰۰۹ از سوی فیفا برنده جایزه بازی جوانمردانه شد.

## آمار بازی‌های حرفه‌ای
جدول زیر آمار بازی‌های حرفه‌ای بابی رابسون را نشان می‌دهد.

### آمار بازی‌های باشگاهی
| باشگاهی     | باشگاهی     | باشگاهی     | لیگ  | لیگ | جام               | جام               | سایر جام‌ها  | سایر جام‌ها  | مجموع | مجموع |
| فصل         | باشگاه      | لیگ         | بازی | گل  | بازی              | گل                | بازی        | گل          | بازی  | گل‌    |
| انگلستان    | انگلستان    | انگلستان    | لیگ  | لیگ | جام حذفی انگلستان | جام حذفی انگلستان | کارلینگ کاپ | کارلینگ کاپ | مجموع | مجموع |
| ----------- | ----------- | ----------- | ---- | --- | ----------------- | ----------------- | ----------- | ----------- | ----- | ----- |
| فصل ۵۱–۱۹۵۰ | فولهام      | لیگ دسته یک | ۱    | ۰   | -                 | -                 | -           | -           | ۱     | ۰     |
| فصل ۵۲–۱۹۵۱ | فولهام      | لیگ دسته یک | ۱۶   | ۳   | -                 | -                 | -           | -           | ۱۶    | ۳     |
| فصل ۵۳–۱۹۵۲ | فولهام      | لیگ دسته دو | ۳۵   | ۱۹  | ۱                 | ۰                 | -           | -           | ۳۶    | ۱۹    |
| فصل ۵۴–۱۹۵۳ | فولهام      | لیگ دسته دو | ۳۳   | ۱۳  | ۱                 | ۱                 | -           | -           | ۳۴    | ۱۴    |
| فصل ۵۵–۱۹۵۴ | فولهام      | لیگ دسته دو | ۴۲   | ۲۳  | ۱                 | ۰                 | -           | -           | ۴۳    | ۲۳    |
| فصل ۵۶–۱۹۵۵ | فولهام      | لیگ دسته دو | ۲۵   | ۱۰  | ۲                 | ۰                 | -           | -           | ۲۷    | ۱۰    |
| فصل ۵۶–۱۹۵۵ | وست برومویچ | لیگ دسته یک | ۱۰   | ۱   | -                 | -                 | -           | -           | ۱۰    | ۱     |
| فصل ۵۷–۱۹۵۶ | وست برومویچ | لیگ دسته یک | ۳۹   | ۱۲  | ۲                 | ۱                 | -           | -           | ۴۱    | ۱۳    |
| فصل ۵۸–۱۹۵۷ | وست برومویچ | لیگ دسته یک | ۴۱   | ۲۴  | ۷                 | ۳                 | -           | -           | ۴۸    | ۲۷    |
| فصل ۵۹–۱۹۵۸ | وست برومویچ | لیگ دسته یک | ۲۹   | ۴   | ۱                 | ۱                 | -           | -           | ۳۰    | ۵     |
| فصل ۶۰–۱۹۵۹ | وست برومویچ | لیگ دسته یک | ۴۱   | ۶   | ۳                 | ۰                 | -           | -           | ۴۴    | ۶     |
| فصل ۶۱–۱۹۶۰ | وست برومویچ | لیگ دسته یک | ۴۰   | ۵   | ۱                 | ۰                 | -           | -           | ۴۱    | ۵     |
| فصل ۶۲–۱۹۶۱ | وست برومویچ | لیگ دسته یک | ۳۹   | ۴   | ۴                 | ۰                 | -           | -           | ۴۳    | ۴     |
| فصل ۶۳–۱۹۶۲ | فولهام      | لیگ دسته یک | ۳۴   | ۱   | ۲                 | ۱                 | ۲           | ۰           | ۳۸    | ۲     |
| فصل ۶۴–۱۹۶۳ | فولهام      | لیگ دسته یک | ۳۹   | ۱   | ۲                 | ۰                 | ۱           | ۰           | ۴۲    | ۱     |
| فصل ۶۵–۱۹۶۴ | فولهام      | لیگ دسته یک | ۴۲   | ۱   | ۲                 | ۰                 | ۳           | ۱           | ۴۷    | ۲     |
| فصل ۶۶–۱۹۶۵ | فولهام      | لیگ دسته یک | ۶    | ۶   | -                 | -                 | ۳           | ۰           | ۳۹    | ۶     |
| فصل ۶۷–۱۹۶۶ | فولهام      | لیگ دسته یک | ۴۱   | ۰   | ۳                 | ۰                 | ۳           | ۰           | ۴۷    | ۰     |
| مجموع       | England     | England     | ۵۸۳  | ۱۳۳ | ۳۲                | ۷                 | ۱۲          | ۱           | ۶۲۷   | ۱۴۱   |
| کل دوره     | کل دوره     | کل دوره     | ۵۸۳  | ۱۳۳ | ۳۲                | ۷                 | ۱۲          | ۱           | ۶۲۷   | ۱۴۱   |

### بازی‌های ملی
| سال  | تعداد بازی | تعداد گل |
| ---- | ---------- | -------- |
| ۱۹۵۷ | ۱          | ۲        |
| ۱۹۵۸ | ۴          | ۰        |
| ۱۹۵۹ | ۰          | ۰        |
| ۱۹۶۰ | ۶          | ۰        |
| ۱۹۶۱ | ۸          | ۲        |
| ۱۹۶۲ | ۱          | ۰        |
| جمع  | ۲۰         | ۴        |

## آمار مربیگری حرفه‌ای
| تیم                     | ملیت     | از           | تا          | آمار  | آمار | آمار | آمار  | آمار  |
| تیم                     | ملیت     | از           | تا          | بازی  | برد  | باخت | مساوی | برد % |
| ----------------------- | -------- | ------------ | ----------- | ----- | ---- | ---- | ----- | ----- |
| فولهام                  | انگلستان | ژانویه ۱۹۶۸  | نوامبر ۱۹۶۸ | ۳۶    | ۶    | ۲۱   | ۹     | ۰۱۷   |
| ایپسویتچ تاون           | انگلستان | ژانویه ۱۹۶۹  | اوت ۱۹۸۲    | ۷۰۹   | ۳۱۶  | ۲۲۰  | ۱۷۳   | ۰۴۵   |
| انگلستان                | انگلستان | ۱۹۸۲         | ۱۹۹۰        | ۹۵    | ۴۷   | ۱۸   | ۳۰    | ۰۴۹   |
| پی‌اس‌وی آیندهوون         | هلند     | ۱۹۹۰         | ۱۹۹۲        | ۷۶    | ۵۲   | ۷    | ۱۷    | ۰۶۸   |
| باشگاه اسپورتینگ پرتغال | پرتغال   | ۱۹۹۲         | ۱۹۹۴        | ۵۹    | ۳۴   | ۱۲   | ۱۳    | ۰۵۸   |
| پورتو                   | پرتغال   | ۱۹۹۴         | ۱۹۹۶        | ۱۲۰   | ۸۶   | ۱۱   | ۲۳    | ۰۷۲   |
| بارسلونا                | اسپانیا  | ۱۹۹۶         | ۱۹۹۷        | ۵۸    | ۳۸   | ۸    | ۱۲    | ۰۶۶   |
| پی‌اس‌وی آیندهوون         | هلند     | ۱۹۹۸         | ۱۹۹۹        | ۳۸    | ۲۰   | ۸    | ۱۰    | ۰۵۳   |
| نیوکاسل یونایتد         | انگلستان | سپتامبر ۱۹۹۹ | اوت ۲۰۰۴    | ۲۵۵   | ۱۱۹  | ۷۲   | ۶۴    | ۰۴۷   |
| مجموع                   | مجموع    | مجموع        | مجموع       | ۱٬۴۴۶ | ۷۱۸  | ۳۷۷  | ۳۵۱   | ۰۵۰   |